# 아우토반 1호선

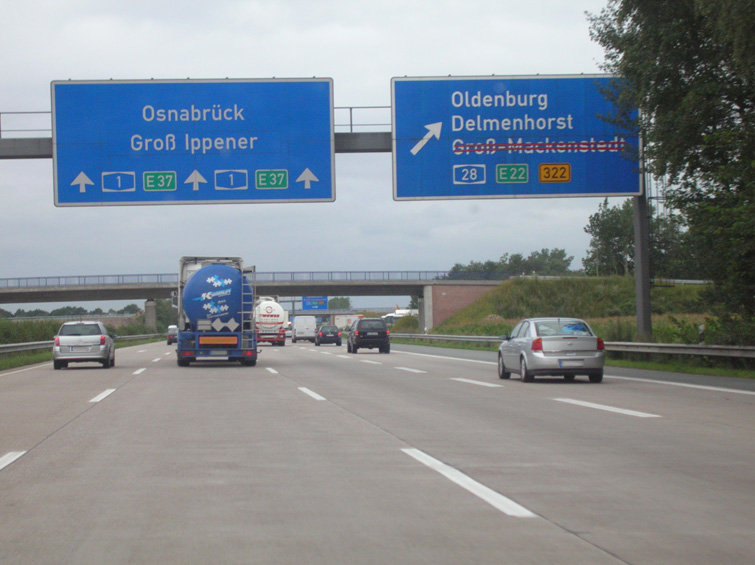
브레멘 남서부, 오스나브뤼크 방면

아우토반 1호선(독일어: Bundesautobahn 1, BAB 1 분데스아우토반 1[*], A1)은 독일의 고속도로인 아우토반의 1호선이다. 홀슈타인 슐레스비히홀슈타인주의 올덴부르크와 자르브뤼켄 사이에 있으며, 쾰른과 도리아 사이가 완공되지 않았다. 북단은 올덴부르크에서 페마른섬의 끝에 위치하는 풋가덴까지 이어지는 국도 207호선(B207)과 연결되어 있고, 풋가덴부터는 페리로 덴마크의 로뷰와 연결되어 있다.
함부르크의 북쪽 부분은 Vogelfluglinie의 일부이며, 덴마크의 코펜하겐까지 다리에 의해 접속하는 계획이 있다. Hansalinie은 뤼베크에서 루르 지방 남쪽(도르트문트 부근)까지의 부분을 가리키고 있다.(함부르크의 북부, Vogelfluglinie과 중복) 아우토반은 쌍방향과도 2 또는 3차선이다. 정체는 함부르크의 주변에서 자주 발생하고 연휴 때 함부르크와 뮌스터 간 도로공사와 관련하여 도르트문트와 쾰른의 사이, 특히 쾰른의 주변에서 발생한다. 러시아워 때에는 쾰른 주변의 구간이 아주 혼잡하며,(AADT : Annual Average Daily Traffic(연평균 일교통량) 100,000 ~ 120,000) 특히 남쪽행의 차선은 102번 나들목과 104번 나들목의 출구의 사이가 2차선밖에 없기 때문에 정체가 심하다. 2006년 FIFA 월드컵 개최에 맞추어 102번 나들목과 103번 나들목의 출구의 사이에 가설의 제3차로가 더하여졌지만, 좁은 3차로이기 때문에 제한 속도는 80km/h로 되어 있다.

## 역사
아우토반 1호선과 아우토반 2호선의 계획은 1920년대에 시작되었다. 아우토반 1호선과 아우토반 2호선 사이의 분기점(Kamener Kreuz)은 1937년에 개설되어 독일에 있어서의 최초의 클로버 형 분기점 중 1개였다. 함부르크 남단주변의 아우토반 1호선은 엘베강을 건너는 다리를 포함시켜서 1962년에 개설되었다. 이 우회도로(바이패스)는 도시의 양측에 존재하는 아우토반의 기설구간을 접속했다.

## 계획
아우토반 1호선은 북쪽의 하일리겐하펜을 향해 연장되었으며, 2008년에 개통이 예정되었다. 계획에 의하면 풋가덴까지 아우토반 1호선을 연장할 가능성이 있으며, 페마른 벨트를 건너는 다리를 통과해서 덴마크의 영지인 코펜하겐까지 접속될 수도 있다. 쾰른 남쪽 미완성구간의 바로 남쪽으로는 아우토반 48호선과의 아이펠 화산 나들목이 1970년대에 건설되었다. 미완공 구역을 완성되게 하기 위한 계획도 있지만 완성까지는 2개 노선 간의 통과 교통은 아우토반 48호선, 아우토반 61호선 및 여러 가지 지방도를 사용하고 있다.